# Clathrina cancellata
Clathrina cancellata är en svampdjursart som först beskrevs av Addison Emery Verrill 1873.  Clathrina cancellata ingår i släktet Clathrina och familjen Clathrinidae. Inga underarter finns listade i Catalogue of Life.